# Willis J. Edmondson
Willis James Edmondson (* 17. März 1940 in Liverpool; † 15. Dezember 2009 in Hamburg) war von 1983 bis 2005 ordentlicher Professor für Sprachlehrforschung mit dem Schwerpunkt Angewandte Linguistik an der Universität Hamburg.

## Leben

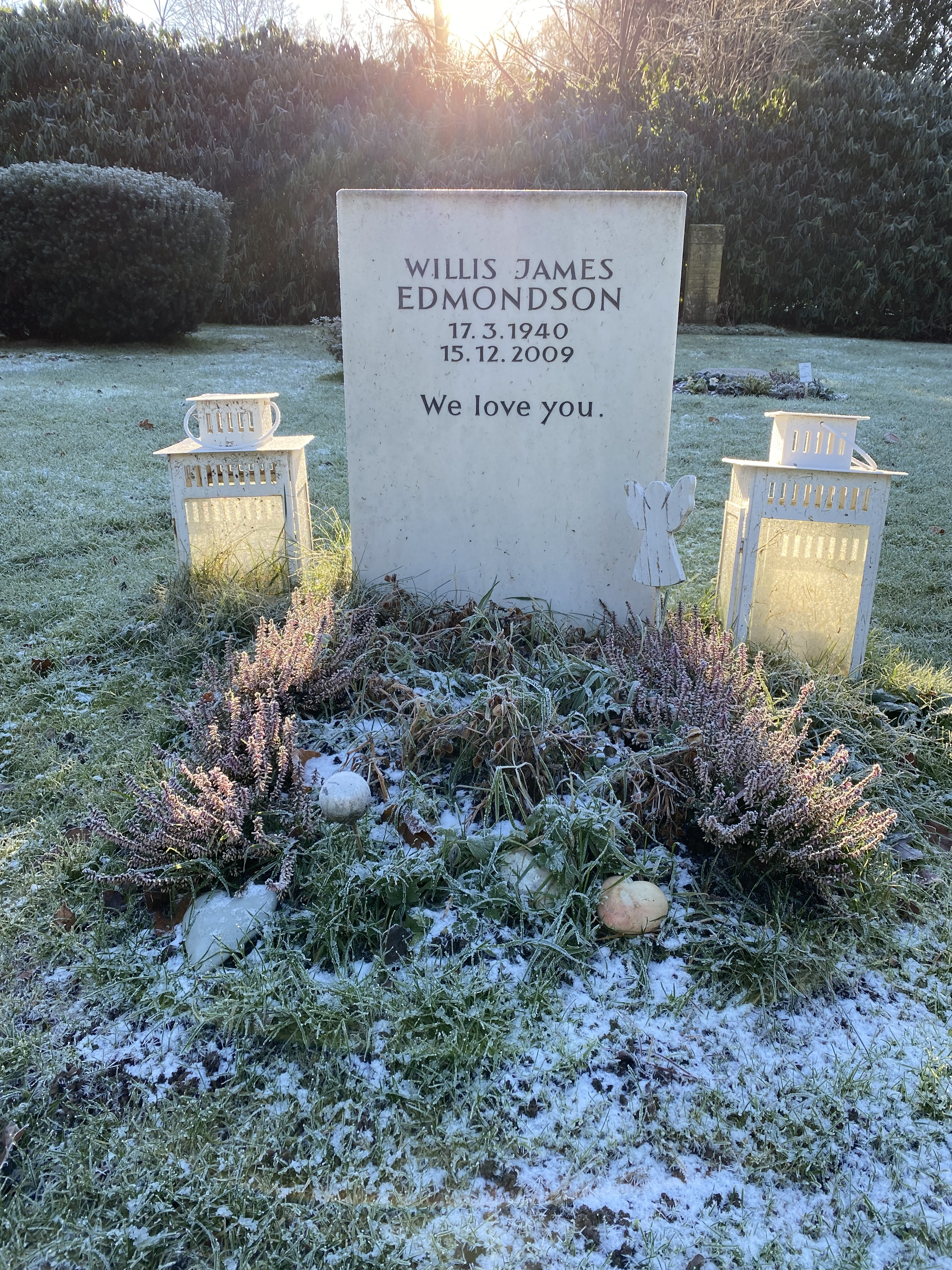
Grabstätte auf dem Friedhof Ohlsdorf

Willis Edmondson studierte Anglistik, Romanistik, Fremdsprachendidaktik, Allgemeine Sprachwissenschaft, Angewandte Linguistik und Sprachlehrforschung an den Universitäten Cambridge, London, Essex und Bochum. Er arbeitete von 1966 bis 1970 als Englischlehrer und für den British Council in Yarmouth und London (England), Labasa und Suva (Fidji Inseln). Von 1973 bis 1980 war er zunächst wissenschaftlicher Mitarbeiter, dann Assistenzprofessor an der Universität Bochum, wo er 1981 mit der Arbeit „Spoken Discourse: A Model for Analysis“ promovierte. Er gehörte in Bochum zu den Mitbegründern des Faches Sprachlehrforschung in Deutschland und arbeitete während seiner Tätigkeit in Bochum mit Juliane House, Gabriele Kasper und Brigitte Stemmer an dem Projekt „Kommunikative Kompetenz als realisierbares Lernziel“.
Von 1982 bis 2005 war Edmondson als Professor für Sprachlehrforschung und Angewandte Linguistik an der Universität Hamburg tätig, nach seiner Emeritierung 2005 wirkte er bis 2007 als Professor für Applied Linguistics an der Universität Hebron (Palästina). Er war bis zu seinem Tod mit Juliane House verheiratet.
Seine letzte Ruhestätte erhielt Edmondson auf dem Friedhof Ohlsdorf. Sie liegt bei Kapelle 9 im Planquadrat AA 39.

## Forschungsschwerpunkte
- Sprachlehrforschung
- Fremdsprachenunterricht
- Diskursanalyse,
- Unterrichtsanalyse
- Zweitsprachenerwerbstheoriebildung
- Kognition und Fremdsprachenerwerb
- subjektive Lerntheorien

## Publikationen
Unter seine circa 120 Veröffentlichungen fallen unter anderem „Die Einführung in die Sprachlehrforschung“ (Tübingen: Franke 1993, 3. Auflage 2006, 2011 in 4. Auflage) in Zusammenarbeit mit Juliane House, das Standardwerk seiner Disziplin, sowie „Twelve Lectures on Second Language Acquisition“ (Tübingen: Narr, 1999), das auf der Grundlage von zwölf Vorlesungen zum Fremdsprachenerwerb entstand.
Bekannt geworden ist Willis J. Edmondson vor allem für seine kritischen Beiträge zur Erforschung des Fremdsprachenunterrichts, mit denen er sich oft gegen die vorherrschende Mehrheitsmeinung wandte. Zu nennen wäre hier zum Beispiel sein Aufsatz „Warum haben Lehrerkorrekturen manchmal negative Auswirkungen?“ (1993), in dem Edmondson demonstrierte, wie Lehrer durch didaktisch ungeschicktes Verhalten fehlerhafte Äußerungen bei Lernern hervorrufen können.
Seit 2001 war er Hauptherausgeber des International Journal of Applied Linguistics.